# Ingiri
Ingiri – wieś w Gruzji, w regionie Megrelia-Górna Swanetia, w gminie Zugdidi. W 2014 roku liczyła 4049 mieszkańców.